# 科林托 (莫拉桑省)

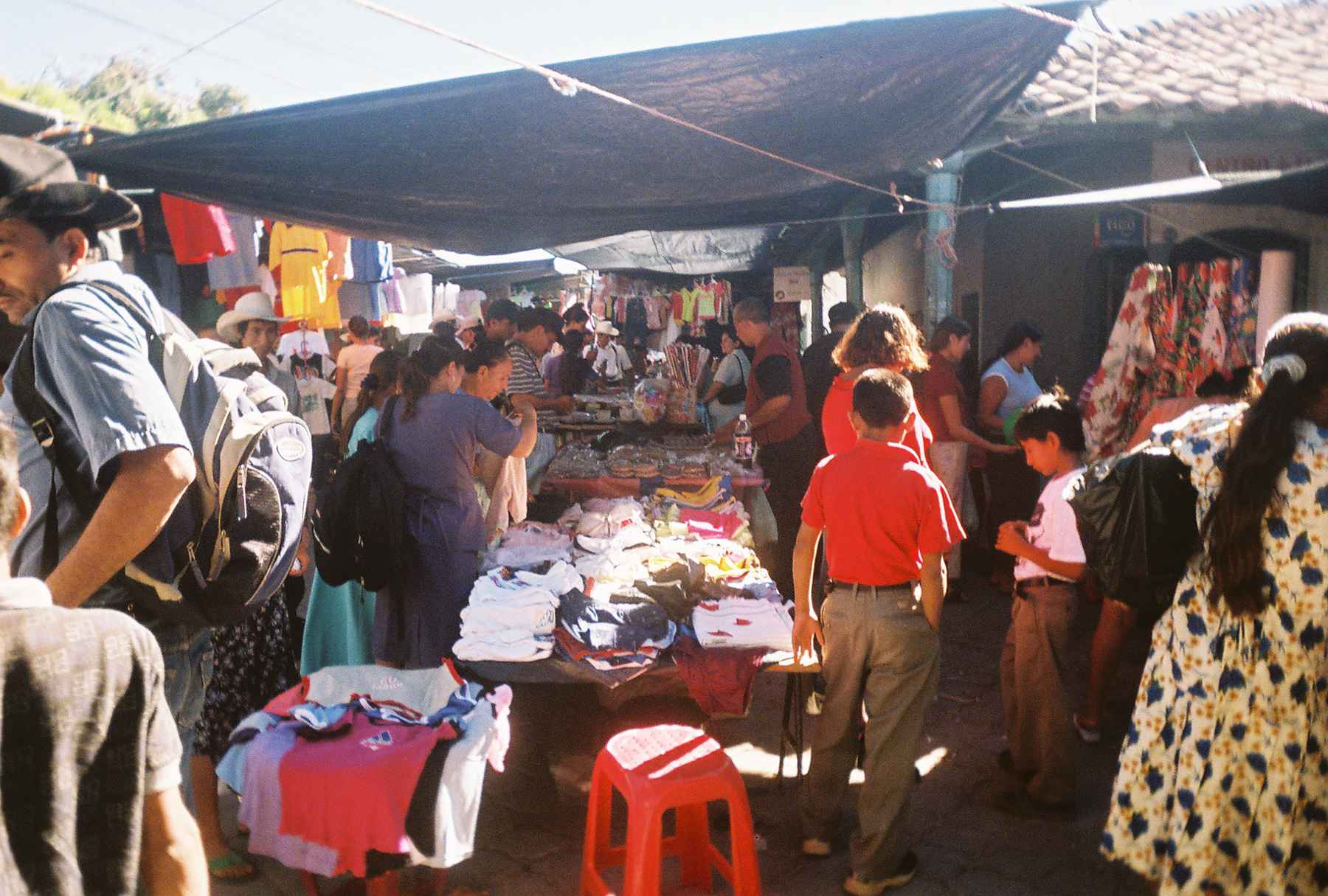

科林托（西班牙語：Corinto），是薩爾瓦多的城鎮，位於該國東北部，由莫拉桑省負責管轄，面積94.99平方公里，海拔高度839米，2007年人口15,410，人口密度每平方公里162.23人。
13°49′N 87°58′W / 13.817°N 87.967°W